# Ctenoplusia albostriata
Ctenoplusia albostriata is een vlinder uit de familie van de uilen (Noctuidae). De wetenschappelijke naam van de soort is voor het eerst geldig gepubliceerd in 1853 door Bremer & Grey.